# Toxomerus hulli
Toxomerus hulli är en tvåvingeart som beskrevs av Sedman 1976. Toxomerus hulli ingår i släktet Toxomerus och familjen blomflugor.
Artens utbredningsområde är Paraguay. Inga underarter finns listade i Catalogue of Life.